# بولين جونسون
بولين جونسون (بالإنجليزية: E. Pauline Johnson) (و. 1861 – 1913 م) هي كاتِبة، وشاعرة، وممثلة كندية، توفيت في فانكوفر، عن عمر يناهز 52 عاماً، بسبب سرطان الثدي.

## روابط خارجية
- بولين جونسون على موقع الموسوعة البريطانية (الإنجليزية)
- بولين جونسون على موقع إن إن دي بي (الإنجليزية)